# Program Explorer

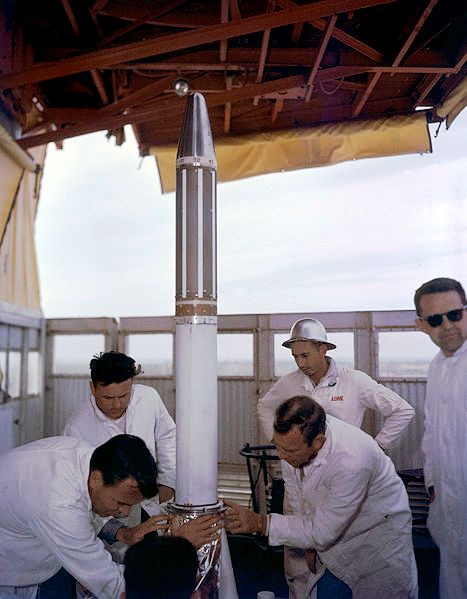
Instalace prvního Exploreru na raketu Juno I

Program Explorer je kosmický program provozovaný americkým Národním úřadem pro letectví a kosmonautiku. V rámci programu jsou vypouštěny a provozovány vědecké družice zaměřené na studium Země i vesmírných objektů. První družice Explorer se věnovaly výzkumu nabitých částic v okolí Země, přičemž byly objeveny Van Allenovy radiační pásy. Pozdější typy Explorerů měly různé úkoly a zabývaly se výzkumem magnetosféry, atmosféry, ionosféry, meziplanetárního prostoru, radiového šumu, slunečního větru, gama záření, rentgenového záření atd. Některé družice jsou zařazovány jak do programu Explorer, tak do dalších programů jakými byly IMP (Interplanetary Monitoring Platform) a RAE (Radio Astronomy Explorer), AE (Atmosphere Explorer) a další. Oběžné dráhy jednotlivých družic se lišili podle jejich účelu, některé obíhaly nízké oběžné dráhy některé byly (kvůli minimalizaci rušení ze Země) umisťovány na vysoké oběžné dráhy, blízko dráhy Měsíce. V době studené války byl tento program pevnou součástí prestižního kosmického závodu mezi velmocemi SSSR a USA. Sověti měli souběžně pro výzkum Měsíce program bezpilotních sond Luna a pro výzkum meziplanetárního prostoru zčásti i řadu Sputniků a Kosmosů. Zatím poslední družicí řady Explorer je IRIS, která odstartovala v červnu 2013.

## Historie
Explorer 1 byl prvním americkým umělým tělesem na oběžné dráze Země. Podle plánu však mělo toto prvenství připadnout programu Vanguard amerického námořnictva, který byl v roce 1955 k tomuto účelu vybrán. Plán počítal s vypuštěním první umělé družice během Mezinárodního geofyzikálního roku mezi lety 1957-58. Explorer byl tehdy součástí armádního programu Orbiter, který byl řízen Wernherem von Braunem z Army Ballistic Missile Agency (ABMA) v Huntsville v Alabamě. 
Když v roce 1957 Sovětský svaz vypustil svůj první satelit Sputnik 1, pokusilo se námořnictvo o totéž se svým Vanguardem. Ten však selhal a explodoval ještě na odpalovací rampě. Šanci tak dostal armádní program Orbiter a družice Explorer. Start prvního Exploreru proběhl 31. ledna 1958 a skončil úspěchem. Program Explorer byl poté převeden pod správu nově vzniklé agentury NASA, která v něm pokračovala a některé své družice a sondy takto označovala.

## Podprogramy

### SMEX

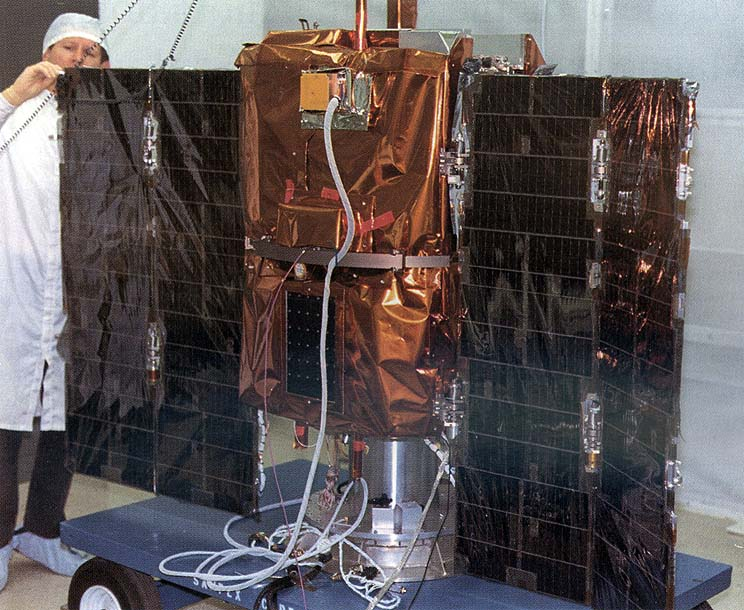
Družice SAMPEX, první ze série SMEX

Small Explorers je podprogram malých Explorerů, jejichž cena je maximálně 120 milionů dolarů. První z řady SMEX byla mise SAMPEX, která odstartovala v roce 1992. Hmotnost družic SMEX bývá maximálně 300 kg a bývají vynášeny raketami Pegasus.

### MIDEX

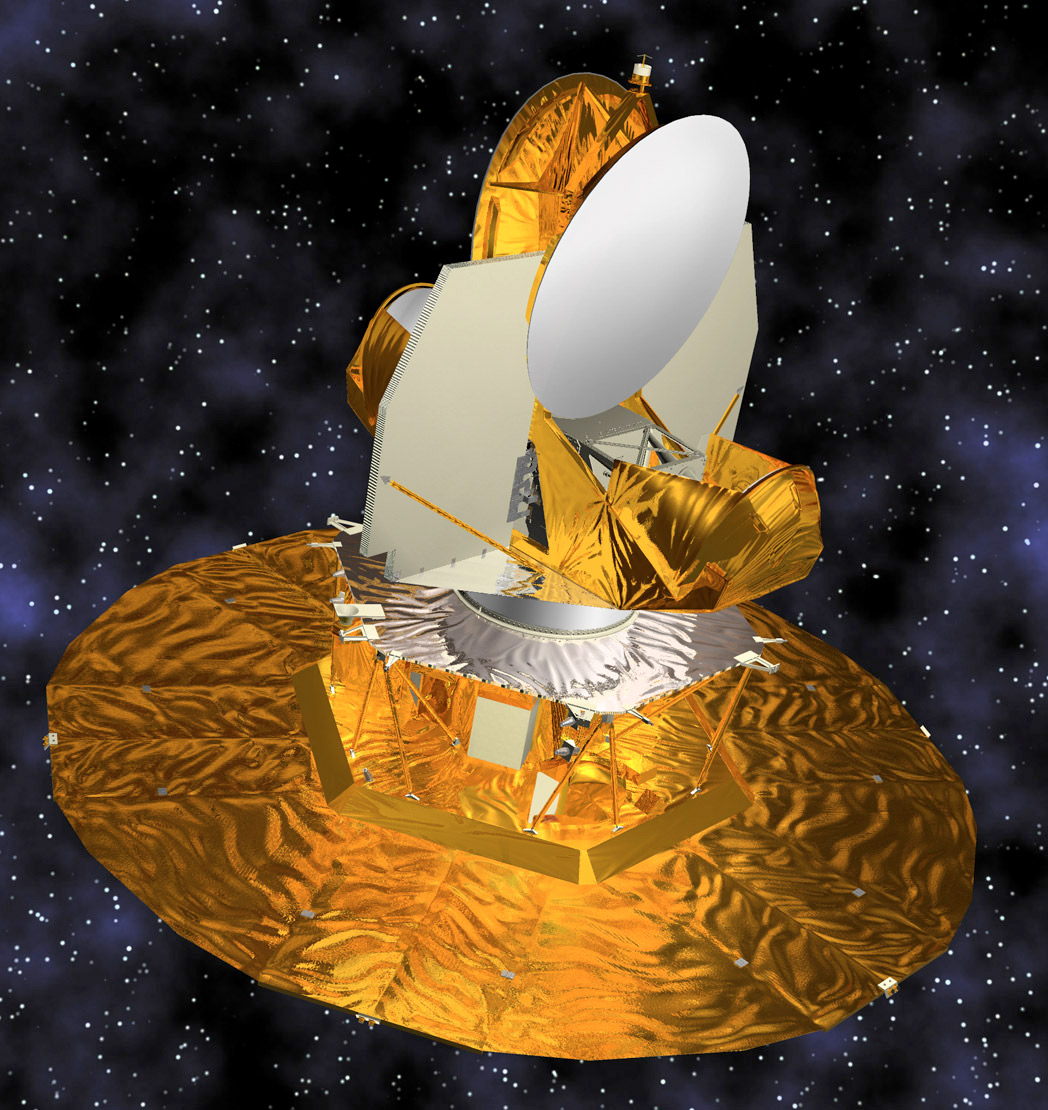
Wilkinson Microwave Anisotropy Probe, zástupce řady MIDEX

Medium-class Explorers je podprogram v jehož rámci jsou vypouštěny středně velké vědecké družice, jejichž cena se pohybuje do 180 milionů dolarů. MIDEX mívají hmotnost 500 – 1500 kilogramů a na oběžnou dráhu jsou vynášeny raketami Delta II.

### UNEX
University-class Explorers jsou malé univerzitní družice, na nichž se NASA podílí maximální finanční účastí do 15 milionů dolarů. Dopravu na oběžnou dráhu mají zajistit nejlevnější možné postupy. První družice SNOE byla vynesena raketou Pegasus XL a zatím poslední CHIPSat byl vynesen společně s jinou družicí na palubě rakety Delta II.

### IMP

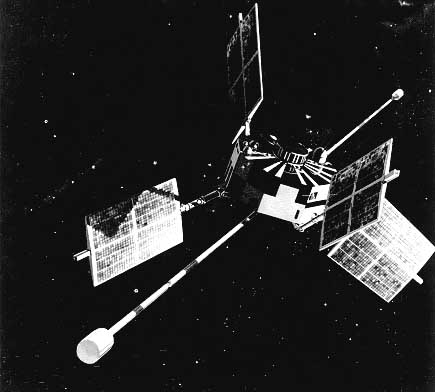
Družice řady Interplanetary Monitoring Platform

Interplanetary Monitoring Platform byla série Explorerů vypouštěná v letech 1963 až 1973. Cílem těchto družic bylo studium meziplanetárního plazmatu a meziplanetárních magnetických polí. Družice pracovaly v součinnosti s dalšími sondami NASA a v dobách programu Apollo fungovaly jako síť včasného varování před slunečními erupcemi, které by mohly ohrozit kosmické lodi s lidskou posádkou. Družice bývaly umisťovány na vysoké oběžné dráze Země ve výšce blízké oběžné dráze Měsíce.

### RAE
Radio Astronomy Explorer byla série dvou Explorerů z let 1968 a 1973, jejichž úkolem byl nízkofrekvenční radioastronomický průzkum. Družice zkoumaly zdroje nízkofrekvenčních zdrojů radiových vln jako je naše Slunce, planety, hvězdy a ostatní galaxie. Sondy disponovaly rozvinutelnými dipólovými anténami o délce 36 metrů a dvěma anténami ve tvaru V o délce 230 metrů. Hmotnost družic byla přibližně 190 kilogramů a byly umístěny na střední oběžné dráze Země ve výšce 5800 kilometrů.

### EPE

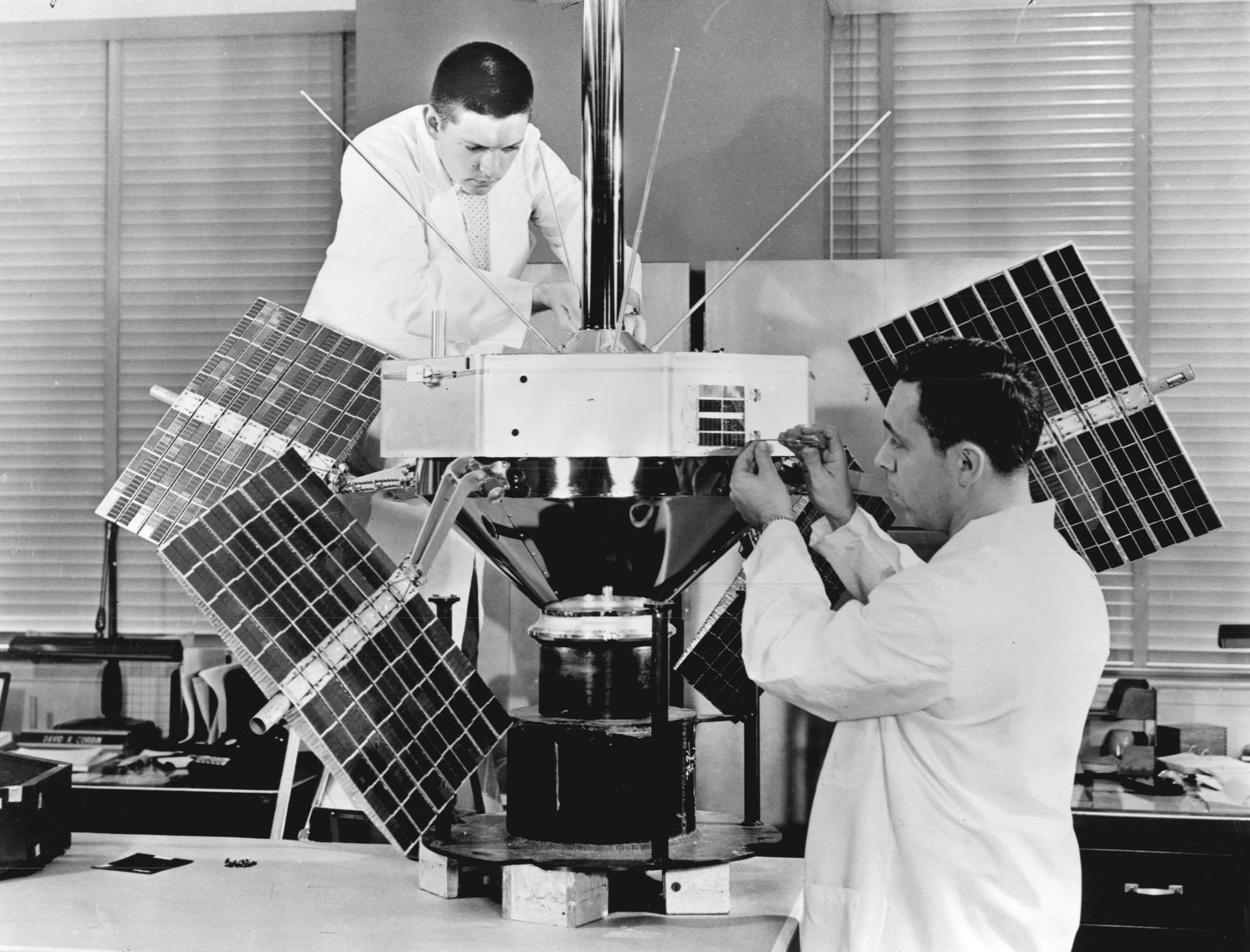
Příprava Exploreru 12, prvního z řady Energetic Particles Explorer

Energetic Particles Explorer byla série čtyř Explorerů určených ke studiu částic kosmického záření, protonů slunečního větru, meziplanetárních magnetických polí a zemské magnetosféry. Byly vypouštěny v letech 1961 až 1964 pomocí raket Delta, hmotnost se pohybovala od 38 do 46 kilogramů. Jejich oběžné dráhy byly silně eliptické s apogeem až 98 tisíc kilometrů (Explorer 14).

### S-55
S-55 byla série Explorerů určená k výzkumu meteoroidů. Družice tvořil poslední stupeň rakety Scout, kolem nějž byly umístěny detekční panely. Celkem byly vypuštěny čtyři tyto družice, první roku 1961 a poslední 1964.

### AD
Explorery řady Air Density byly zaměřeny na studium hustoty horních vrstev atmosféry Země. Jednalo se o balóny vybavené vysílačem pro sledování jejich polohy ze Země. Balón byl při startu zabalen v pouzdru a po vynesení na oběžnou dráhu byl nafouknut dusíkem z tlakové lahve. Po nafouknutí měl balón 3,66 metru v průměru. Uvnitř byl rozdělen na samostatné poloviny pomocí hliníkové fólie, která zároveň sloužila jako anténa vysílače. K vynášení sloužily rakety Scout. První start se konal v roce 1960 a poslední v roce 1975.

### SOLRAD

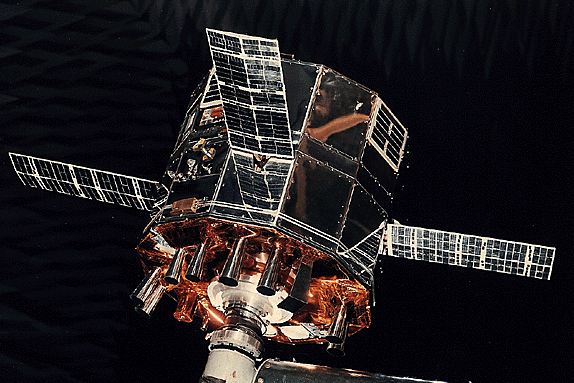
Družice Explorer 44, zástupce řady SOLRAD

SOLRAD byla řada družic pro průzkum sluneční radiace. Do programu Explorer byly zařazeny tři z nich, SOLRAD 8, SOLRAD 9, SOLRAD 10. Družice byly vybaveny fotometry pro studium ultrafialové a rentgenové části spektra. Starty se konaly v letech 1965 až 1971 a všechny družice byly vyneseny raketami Scout B.

### SAS
Small Astronomy Satellite byla série tří astronomických sond vypuštěná v letech 1970 až 1975. Měly za úkol sledovat objekty v infračervené a ultrafialové části spektra a dále prováděly průzkum zdrojů rentgenového a gama záření. Družice byly vynášeny raketami Scout D a Scout F1.

### AE
Atmosphere Explorer byla série tří Explorerů zaměřených na studium zemské termosféry a mechanismů v ní probíhajících jako jsou absorpce ultrafialového záření a další fotochemické procesy. Celkem byly vypuštěny tři družice, první v roce 1973 a poslední dvě v roce 1975. K vynesení byla použity rakety Delta (řady 1900 a 2910). Hmotnost družic byla 658 až 721 kilogramů a obíhaly na eliptických drahách s velmi nízkým perigeem ve výšce pouhých 150 kilometrů.

## Přehled sond

### 1958–1959
| Explorer | Jméno      | Obrázek | Datum startu      | COSPAR    | Nosný systém | Cíle                                                                                    |
| -------- | ---------- | ------- | ----------------- | --------- | ------------ | --------------------------------------------------------------------------------------- |
| 1        | Explorer 1 |         | 1. února 1958     | 1958-001A | Juno I       | Studium nabitých částic, objevil Van Allenovy radiační pásy.                            |
| 2        | Explorer 2 |         | 5. března 1958    | —         | Juno I       | Mise selhala, když se nepodařilo dosáhnout oběžné dráhy. .                              |
| 3        | Explorer 3 |         | 26. března 1958   | 1958-003A | Juno I       | Studium nabitých částic.                                                                |
| 4        | Explorer 4 |         | 26. června 1958   | 1958-005A | Juno I       | Studium nabitých částic.                                                                |
| 5        | Explorer 5 |         | 24. srpna 1958    | —         | Juno I       | Mise selhala, při separaci druhého stupně došlo ke kolizi a družice byla zničena.       |
| 7X       | S-1        |         | 16. července 1959 | —         | Juno II      | Mise selhala, raketa byla z bezpečnostních důvodů zničena obsluhou odpalovací základny. |
| 6        | Explorer 6 |         | 7. srpna 1959     | 1959-004A | Thor Able 3  | Výzkum magnetosféry                                                                     |
| 7        | Explorer 7 |         | 13. října 1959    | —         | Juno II      | Studium nabitých částic.                                                                |

### 1960–1969
| Explorer | Jméno    | Obrázek | Datum startu       | COSPAR    | Nosný systém      | Cíle |
| -------- | -------- | ------- | ------------------ | --------- | ----------------- | --- |
| —        | S-46     |         | 23. března 1960    | —         | Juno II           | Mise selhala, nepodařilo se dosáhnout oběžné dráhy. |
| 8        | S-30     |         | 3. listopadu 1960  | 1960-014A | Juno II           | Měření a výzkum složení ionosféry. |
| —        | S-56     |         | 4. prosince 1960   | —         | Scout X-1         | Mise selhala, nepodařilo se dosáhnout oběžné dráhy. |
| 9        | S-56A    |         | 2. února 1961      | 1961-004A | Scout X-1         | Měření hustoty atmosféry |
| —        | S-45     |         | 25. února 1961     | —         | Juno II           | Výzkum ionosféry, mise selhala při startu. |
| 10       | P-14     |         | 25. května 1961    | 1961-010A | Delta-DM19        | Výzkum magnetických polí v blízkosti Země. |
| 11       | S-15     |         | 24. dubna 1961     | 1961-13A  | Juno II           | Mapování zdrojů gama záření. |
| —        | S-45A    |         | 24. května 1961    | —         | Juno II           | Výzkum ionosféry, mise selhala při startu. |
| —        | S-55     |         | 30. května 1961    | —         | Scout X-1         | Výzkum meteoroidů, mise selhala při startu. |
| 12       | EPE-A    |         | 16. srpna 1961     | 1961-020A | Delta-DM19        | Výzkum nabitých částic. |
| 13       | S-55A    |         | 25. srpna 1961     | 1961-022A | Scout X-1         | Výzkum meteoroidů. Mise byla částečně neúspěšná, protože se nepodařilo dosáhnout požadované oběžné dráhy a životnost družice tak byla zredukována na pouhé dva dny. |
| 14       | EPE-B    |         | 2. října 1962      | 1962-051A | Delta-DM19        | Výzkum nabitých částic. |
| 15       | EPE-C    |         | 27. října 1962     | 1962-059A | Delta-DM19        | Výzkum nabitých částic. |
| 16       | S-55B    |         | 16. prosince 1962  | 1962-070A | Scout X-3         | Výzkum meteoroidů. |
| 17       | AE-A     |         | 3. dubna 1963      | 1963-009A | Delta B           | Atmosférický výzkum. |
| 18       | IMP-A    |         | 27. listopadu 1963 | 1963-046A | Delta C           | Výzkum magnetosféry. |
| 19       | AD-A     |         | 19. prosince 1963  | 1963-053A | Scout X-4         | Měření hustoty atmosféry. |
| 20       | IE-A     |         | 25. srpna 1964     | 1964-051A | Delta B           | Výzkum ionosféry. |
| 21       | IMP-B    |         | 4. října 1964      | 1964-060A | Delta C           | Výzkum magnetosféry. |
| 22       | BE-B     |         | 10. října 1964     | 1964-064A | Scout X-4         | Výzkum ionosféry. |
| 23       | S-55C    |         | 6. listopadu 1964  | 1964-074A | Scout X-4         | Výzkum meteoroidů. |
| 24       | AD-B     |         | 21. listopadu 1964 | 1964-076A | Scout X-4         | Měření hustoty atmosféry. |
| 25       | IE-B     |         | 21. listopadu 1964 | 1964-076B | Scout X-4         | Výzkum ionosféry. |
| 26       | EPE-D    |         | 21. prosince 1964  | 1964-086A | Delta C           | Výzkum nabitých částic. |
| 27       | BE-B     |         | 29. dubna 1965     | 1965-032A | Scout X-4         | Výzkum magnetosféry. |
| 28       | IMP-C    |         | 29. května 1964    | 1965-042A | Delta C           | Výzkum magnetosféry. |
| 29       | GEOS-1   |         | 6. listopadu 1964  | 1965-089A | Delta E           | Geodetický průzkum Země. |
| 30       | SOLRAD-8 |         | 19. listopadu 1964 | 1965-093A | Scout X-4         | Sledování sluneční radiace. |
| 31       | DME-A    |         | 29. listopadu 1965 | 1965-098B | Thor-DM21 Agena-B | Výzkum ionosféry. |
| 32       | AE-B     |         | 25. květnau 1966   | 1966-044A | Delta C1          | Atmosférický výzkum. |
| 33       | IMP-D    |         | 1. července 1966   | 1966-058A | Delta E1          | Výzkum magnetosféry. |
| 34       | IMP-F    |         | 24. května 1967    | 1967-051A | Delta E1          | Výzkum magnetosféry. |
| 35       | IMP-E    |         | 19. července 1967  | 1967-070A | Delta E1          | Výzkum magnetosféry. |
| 36       | GEOS-2   |         | 11. ledna 1968     | 1968-002A | Delta E           | Geodetický průzkum Země. |
| 37       | SOLRAD-9 |         | 5. března 1968     | 1968-017A | Scout B           | Sledování sluneční radiace. |
| 38       | RAE-A    |         | 4. července 1968   | 1968-055A | Delta A           | Radioastronomie. |
| 39       | AD-C     |         | 8. srpna 1968      | 1968-066A | Scout X-4         | Měření hustoty atmosféry. |
| 40       | IE-C     |         | 8. srpna 1968      | 1964-076B | Scout X-4         | Výzkum ionosféry. |
| 41       | IMP-G    |         | 21. června 1969    | 1969-053A | Delta E1          | Výzkum magnetosféry. |

### 1970–1979
| Explorer | Jméno       | Obrázek       | Datum startu       | COSPAR    | Nosný systém | Cíle                                                       |
| -------- | ----------- | ------------- | ------------------ | --------- | ------------ | ---------------------------------------------------------- |
| 42       | SAS-A       |               | 12. prosince 1970  | 1970-107A | Scout B      | Rentgenová observatoř.                                     |
| 43       | IMP-H       |               | 13. března 1971    | 1971-019A | Delta M6     | Výzkum magnetosféry.                                       |
| 44       | SOLRAD-10   |               | 8. července 1971   | 1971-058A | Scout B      | Sledování sluneční radiace.                                |
| 45       | SSS-A       |               | 15. listopadu 1971 | 1971-096A | Scout B      | Průzkum magnetosféry.                                      |
| 46       | MTS-A       |               | 13. srpna 1972     | 1972-061A | Scout D1     | Průzkum meteoroidů.                                        |
| 47       | IMP-I       |               | 23. září 1972      | 1972-073A | Delta 1604   | Průzkum magnetosféry.                                      |
| 48       | SAS-B       |               | 15. listopadu 1972 | 1972-091A | Scout D1     | Rentgenová observatoř.                                     |
| 49       | RAE-B       |               | 10. června 1973    | 1973-039A | Delta 1913   | Radioastronomie.                                           |
| 50       | IMP-J       |               | 26. října 1973     | 1973-078A | Delta 1604   | Výzkum magnetosféry.                                       |
| 51       | AE-C        |               | 16. listopadu 1973 | 1973-101A | Delta 1900   | Výzkum atmosféry.                                          |
| 52       | Explorer 52 |               | 3. června 1974     | 1974-040A | Delta 1900   | Výzkum atmosféry.                                          |
| 53       | SAS-CB      |               | 7. května 1975     | 1975-037A | Scout F1     | Rentgenová observatoř.                                     |
| 54       | AE-D        |               | 6. října 1975      | 1975-096A | Delta 2914   | Výzkum magnetosféry.                                       |
| 55       | AE-E        |               | 20. listopadu 1975 | 1975-096A | Delta 2914   | Výzkum magnetosféry.                                       |
| —        | DADE-A      |               | 2. února 1961      | —         | Scout F1     | DADE - Dual Air Density Explorer. Měření hustoty atmosféry |
| —        | DADE-B      | 2. února 1961 |                    | —         | Scout F1     | DADE - Dual Air Density Explorer. Měření hustoty atmosféry |
| 56       | ISEE        |               | 22. října 1977     | 1977-102A | Delta 2914   | Výzkum magnetosféry.                                       |
| 57       | IUE-1       |               | 26. ledna 1978     | 1978-012A | Delta 2914   | Ultrafialová observatoř.                                   |
| 58       | HCMM        |               | 26. dubna 1978     | 1978-041A | Scout D1     | Termální mapování Země.                                    |
| 59       | ISEE-3      |               | 8. prosince 1978   | 1978-079A | Delta 2914   | Výzkum magnetosféry.                                       |
| 60       | SAGE        |               | 18. února 1979     | 1979-013A | Scout D1     | Výzkum aerosolů a ozonu ve stratosféře.                    |
| 61       | MAGSAT      |               | 30. října 1979     | 1979-094A | Scout G1     | Mapování magnetického pole blízko zemského povrchu.        |

### 1980–1989
| Explorer | Jméno | Obrázek   | Datum startu       | COSPAR    | Nosný systém | Cíle                      |
| -------- | ----- | --------- | ------------------ | --------- | ------------ | ------------------------- |
| 62       | DE-1  |           | 3. srpna 1981      | 1981-070A | Delta 3913   | Výzkum magnetosféry.      |
| 63       | DE-2  | 1981-070B | 3. srpna 1981      |           | Delta 3913   | Výzkum magnetosféry.      |
| 64       | SME   |           | 6. října 1981      | 1981-100A | Delta 2910   | Atmosférický průzkum.     |
| 65       | CCE   |           | 16. srpna 1984     | 1984-088A | Delta 3924   | Výzkum magnetosféry.      |
| 66       | COBE  |           | 18. listopadu 1989 | 1989-089A | Delta 3924   | Výzkum reliktního záření. |

### 1990–1999
| Explorer | Jméno    | Obrázek | Datum startu      | COSPAR    | Nosný systém  | Cíle |
| -------- | -------- | ------- | ----------------- | --------- | ------------- | --- |
| 67       | EUVE     |         | 7. června 1992    | 1992-031A | Delta-6920-10 | Ultrafialová observatoř.                                                                                        |
| 68       | SAMPEX   |         | 3. července 1992  | 1992-038A | Scout G1      | Výzkum magnetosféry.                                                                                            |
| 69       | RXTE     |         | 30. prosince 1995 | 1995-074A | Delta-7920-10 | Rentgenová observatoř.                                                                                          |
| 70       | FAST     |         | 21. srpna 1996    | 1996-049A | Pegasus-XL    | Výzkum polární záře a fyziky plazmatu.                                                                          |
| 71       | ACE      |         | 25. srpna 1997    | 1997-045A | Delta-7920-8  | Studium složení hmoty pocházející ze sluneční korony a složení hmoty v meziplanetárním a mezihvězdném prostoru. |
| 72       | SNOE     |         | 25. února 1998    | 1998-012A | Pegasus-XL    | Studentská družice určená ke studiu oxidů dusíku v atmosféře a jejich závislosti na rentgenovém záření.         |
| 73       | TRACE    |         | 1. dubna 1998     | 1998-020A | Pegasus-XL    | Sluneční observatoř.                                                                                            |
| 74       | SWAS     |         | 5. prosince 1998  | 1998-071A | Pegasus-XL    | Mikrovlnná observatoř.                                                                                          |
| 75       | WIRE     |         | 4. března 1999    | 1999-011A | Pegasus-XL    | Infračervená observatoř.                                                                                        |
| 76       | TERRIERS |         | 18. května 1999   | 1999-026A | Pegasus-XL    | Atmosférický průzkum.                                                                                           |
| 77       | FUSE     |         | 24. června 1999   | 1999-035A | Delta 7320-10 | Ultrafialová observatoř.                                                                                        |

### 2000–2009
| Explorer | Jméno   | Obrázek   | Datum startu       | COSPAR    | Nosný systém   | Cíle                                          |
| -------- | ------- | --------- | ------------------ | --------- | -------------- | --------------------------------------------- |
| 78       | IMAGE   |           | 23. března 2000    | 2000-017A | Delta 7326     | Průzkum dějů v magnetosféře.                  |
| 79       | HETE    |           | 9. října 2000      | 2000-061A | Pegasus-H      | Studium gama záblesků.                        |
| 80       | WMAP    |           | 30. června 2001    | 2001-027A | Delta-7425-10C | Mapování reliktního záření.                   |
| 81       | RHESSI  |           | 5. února 2002      | 2002-004A | Pegasus-XL     | Studium slunečních erupcí.                    |
| 82       | CHIPSat |           | 13. ledna 2003     | 2003-002B | Delta-7320-10C | Studium plazmatu v mezihvězdném mediu.        |
| 83       | GALEX   |           | 28. srpna 2003     | 2003-017A | Pegasus-XL     | Studium vývoje galaxií.                       |
| 84       | SWIFT   |           | 20. listopadu 2004 | 2004-047A | Delta-7320-10C | Studium gama záblesků.                        |
| 85       | THEMIS  |           | 17. února 2007     | 2007-004A | Delta-7925-10C | Výzkum magnetosféry.                          |
| 86       | THEMIS  | 2007-004B | 17. února 2007     |           | Delta-7925-10C | Výzkum magnetosféry.                          |
| 87       | THEMIS  | 2007-004C | 17. února 2007     |           | Delta-7925-10C | Výzkum magnetosféry.                          |
| 88       | THEMIS  | 2007-004D | 17. února 2007     |           | Delta-7925-10C | Výzkum magnetosféry.                          |
| 89       | THEMIS  | 2007-004E | 17. února 2007     |           | Delta-7925-10C | Výzkum magnetosféry.                          |
| 90       | AIM     |           | 25. dubna 2007     | 2007-015A | Pegasus-XL     | Studium polárních mezosférických oblaků.      |
| 91       | IBEX    |           | 19. října 2008     | 2008-051A | Pegasus-XL     | Studium hranic sluneční soustavy.             |
| 92       | WISE    |           | 14. prosince 2009  | 2009-071A | Delta 7320-10C | Infračervená observatoř s vysokou citlivostí. |

### Od roku 2010
| Explorer | Jméno                                         | Obrázek | Datum startu    | COSPAR    | Nosný systém | Cíle                                  |
| -------- | --------------------------------------------- | ------- | --------------- | --------- | ------------ | ------------------------------------- |
| 93       | NuSTAR(Nuclear Spectroscopic Telescope Array) |         | 13. červen 2012 | 2012-031A | Pegasus-XL   | Studium rentgenového záření.          |
| 94       | IRIS(Interface Region Imaging Spectrograph)   |         | 27. červen 2013 | 2013-033A | Pegasus-XL   | Studium sluneční chromosféry.         |
| 95       | TESS(Transiting Exoplanet Survey Satellite)   |         | 18. března 2018 |           | Falcon 9     | Hledání exoplanet tranzistní metodou. |